# Deutschlandriege
Deutschlandriege war bis in die 1950er Jahre die Bezeichnung für die deutsche Turnerauswahl.

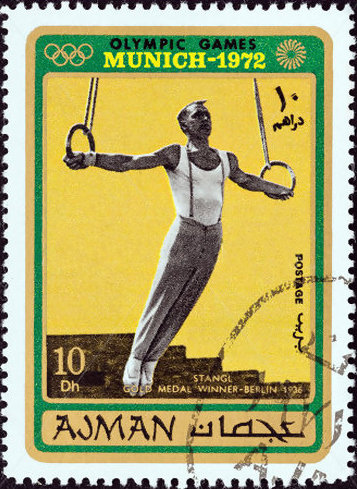
Innozenz Stangl auf einer Briefmarke 1971

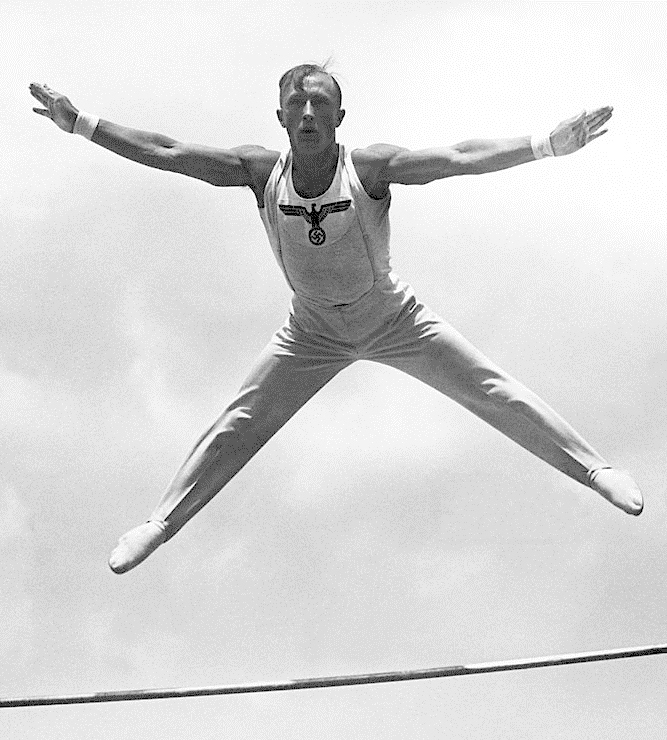
Alfred Schwarzmann bei den Olympischen Spielen 1936

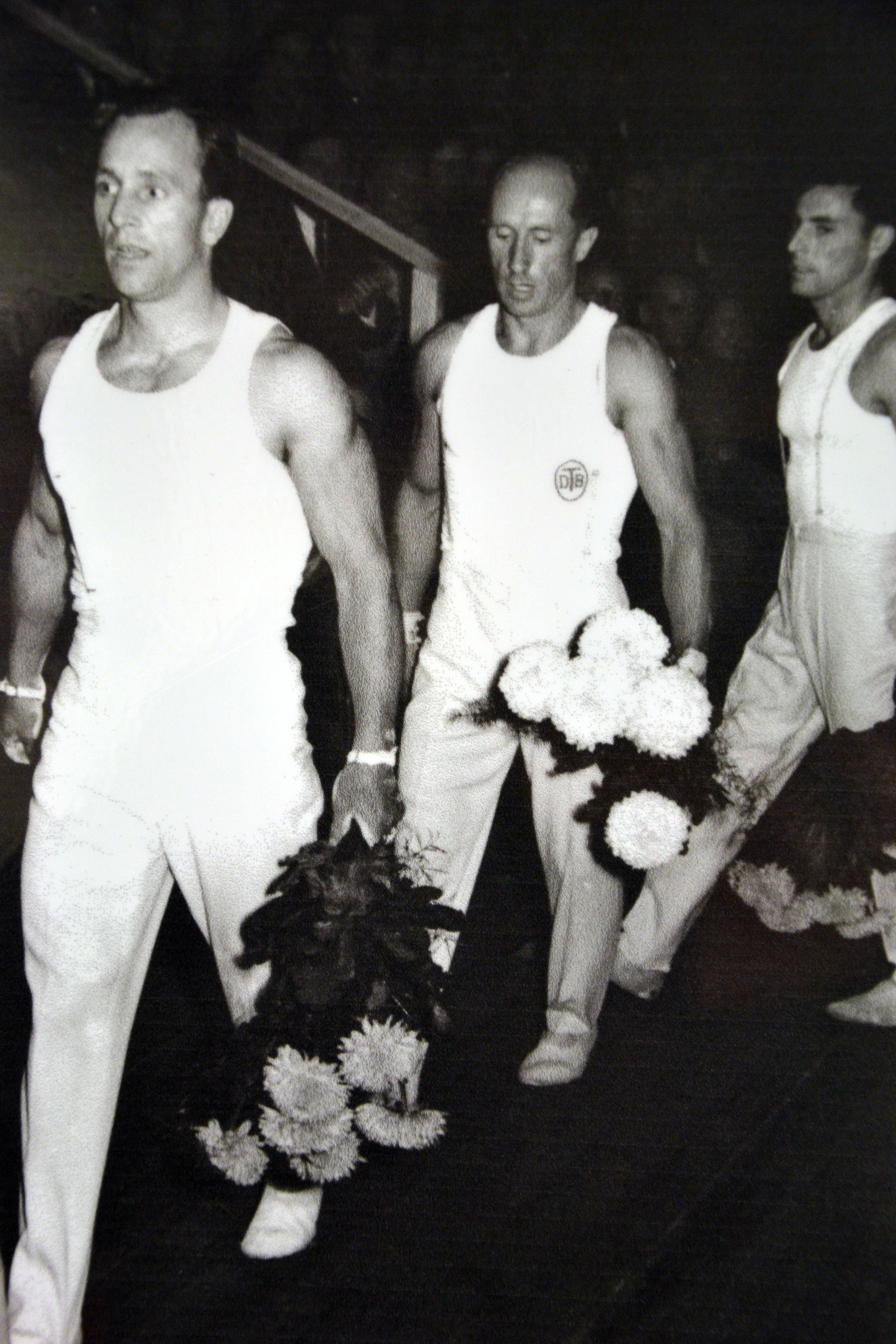
Drei Mitglieder der Deutschlandriege im Jahr 1951, v.l.: Rudi Gauch, Alfred Schwarzmann und Jakob Kiefer

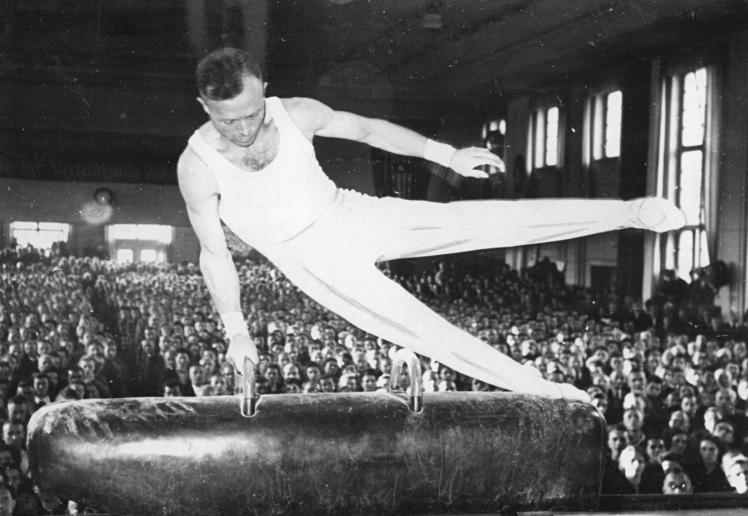
Alfred Müller

## Geschichte
Als Wiege der Deutschlandriege wird das Drei-Städte-Turnen Berlin-Hamburg-Leipzig angesehen.
Sie turnte bei internationalen Wettkämpfen wie Olympischen Spielen und Turn-Weltmeisterschaften und bei den bis in die 1950er Jahre noch zahlreich durchgeführten Länderkämpfen.
Im Juni 1926 begab sich die Riege einer Einladung des Nordamerikanischen Turnerbunds folgend auf eine sechswöchige Reise in die Vereinigten Staaten, um am National TurnFest Louisville, Kentucky, teilzunehmen. Bei einem Auswahlturnen fiel die Wahl des Turnausschusses, bei der neben der turnerischen Leistung auch die werbewirksame Wirkung von Persönlichkeit und Körperfigur mit betrachtet wurde, auf Wilhelm Sinnwell (MTV Cuxhaven), Georg Pfeiffer (Eintracht Frankfurt), Karl Wölfinger (TV Fürstenhausen), Conrad Kaufmann (TV Netzschkau), Erich Huck (HT von 1816), Rudolph Nord (Turnerbund Göppingen), Bruno Sachs (TV 1861 Forst), Joseph Weingärtner (MTV Pirmasens) und Bruno Kirchgatter (VTG, Berlin). Als Ersatzturner wurden Pfau (TV Nürnberg), Schmidt (Leipziger Turnerschaft) und Rogel (TG Esslingen) gewählt. Ein Großteil der Mannschaft fuhr am 30. Mai 1926 von Bremen mit der Columbus ab. Die Amerika-Reise wurde von Oskar Berger, dem Vorsitzenden der Deutschen Turnerschaft geleitet und die Riege wurde in New York vom Oberbürgermeister begrüßt. Diese Deutschlandriege wurde auch nach dem Zielland der Reise Amerikariege oder Amerika-Riege genannt.
Im Herbst 1934 erfolgte eine Reise der besten 24 Turner ins Saargebiet.
1936 wurde die Deutschlandriege Olympiasieger im Mannschaftsmehrkampf.
1938 begab sich die Riege mit 36 Spitzenturnern nach Österreich.
Die erste Auslandsreise der deutschen Turner nach dem Zweiten Weltkrieg führte 1950 nach Schweden in der Besetzung: Olympiasieger Alfred Schwarzmann (Goslar), den Brüdern Erich und Theo Wied (Stuttgart), Innozenz Stangl (München), Helmut Bantz (Wuppertal), Adalbert Dickhut (Dortmund), Hardy Frenger (Wuppertal), Willi Stadel (Konstanz), Jakob Kiefer und Heinz Schnepf (beide Bad Kreuznach).

## Bedeutende Wettkämpfe
- 1932 – Eidgenössisches Turnfest in Aarau
- 1935 – Kunstturnen Reichsheer-Deutsche Turnerschaft
- 1935 – Schauturnen am 18. Mai in der Hamburger Hanseatenhalle vor 20.000 Zuschauern.
- 1936 – Olympische Spiele in Berlin – Gold im Mannschaftsmehrkampf in der heutigen Berliner Waldbühne vor 20.000 Zuschauern.
- 1938 – Österreichreise der Deutschlandriege
- 1942 – Dreiländerturnen Deutschland-Italien-Ungarn in der Berliner Deutschlandhalle vor 12.000 Zuschauern.
- 1952 – Südamerikareise

## Mitglieder (Auswahl)
- Rudi Gauch
- Kurt Haustein
- Jakob Kiefer
- Alfred Müller
- Heinz Sandrock
- Alfred Schwarzmann
- Matthias Volz